# Salix kurilensis
Salix kurilensis là một loài thực vật có hoa trong họ Liễu. Loài này được Koidz. miêu tả khoa học đầu tiên.